# Elie Hobeika
Elias Joseph Hobeika (àrab: إلياس جوزيف حبيقة, Iliyās Jūzīf Ḥubayqa), més conegut com Elie Hobeika (àrab: إيلي حبيقة, Īlī Ḥubayqa) (Kleiat, 22 de setembre del 1956 - Beirut, 24 de gener del 2002) va ser un militar i polític del Líban. És considerat un dels organitzadors i executors de la Matança de Sabra i Xatila, i va morir després d'un atemptat amb cotxe bomba al suburbi de Hazmieh, a Beirut.

## Biografia
Hobeika va néixer el 22 de setembre del 1956 a Kleiat (Líban). Segons el diari The Guardian, va estar profundament influenciat per l'assassinat de gran part de la seva família i de la seva promesa per part de milicians palestins durant la Matança de Damour del 1976. El 1978, després de finalitzar els estudis, va treballar al Banco do Brasil. En aquest moment ja es trobava involucrat en el partit Falanges Libaneses. Després de traslladar-se a Damasc per continuar els seus estudis, es va casar amb Gina Raymond Nachaty el 1981, amb qui va tenir dos fills: una nena, que va morir de petita, i un nen, Joseph.

### Sabra i Xatila
En plena Guerra Civil Libanesa, el líder de les Falanges, Bachir Gemayel, va ser proclamat president del Líban el 23 d'agost del 1982, però el 14 de setembre següent va ser assassinat per un terrorista relacionat per l'FBI amb Síria. Dos dies després, milicians de les Forces Libaneses, dirigides per Hobeika, van perpetrar la Matança de Sabra i Xatila Forces israelianes van envoltar els campaments de refugiats palestins mentre els falangistes assassinaven a un nombre indeterminat (entre 350 i 3.500) de palestins.
El maig del 1985 Hobeika va ser nomenat comandant en cap de les Forces Libaneses. Després de la massacre, Elie va començar una gradual aproximació al règim sirià, que el portà a firmar l'Acord Tripartit de desembre del 1985 amb els xiites i el Partit Socialista del Progrés. Aquest pacte, així com la seva enemistat amb Samir Geagea, els va portar a una guerra interna que va finalitzar amb Geagea com a líder del grup paramilitar i Hobeika exiliat, primer a París i, després, a Damasc.

### Carrera ministerial
Al final de la guerra civil libanesa, a finals del 1990, Hobeika va començar la seva carrera ministerial com a Ministre d'Estat al govern d'Omar Karami. El 1992, en l'equip de Rashid Solh, va ser Ministre d'Estat pels Desplaçats. Més endavant es convertiria en Ministre d'Estats per als Afers Socials i les persones de mobilitat reduïda del govern de Rafik Hariri, a finals del 1992 (reemplaçat per Chahé Barsoumian el 1994) i Ministre de Recursos Hídrics i Elèctrics, després de la dimissió de Georges Frem el 1993. Es va mantenir en aquest càrrec fins al 1998. Va fundar el partit Wa'ad (el laic Partit Democràtic Nacional) amb el qual va concórrer a les eleccions generals del 2000.

### Assassinat
El 1999, l'exguardaespatlles de Hobeika, Robert Hatem (àlies Cobra), va publicar un llibre acusant al seu antic cap d'haver organitzat nombrosos assassinats i delictes.
Dies abans de la seva mort, Hobeika va declarar públicament la seva intenció de declarar en el judici contra Ariel Xaron sobre la seva responsabilitat en la massacre de Sabra i Xatila en un tribunal belga que el va processar per crims contra la humanitat.
Hobeika va morir, juntament amb el seu fill i tres guardaespatlles, per l'explosió d'un cotxe bomba a pocs metres de casa seva, el 24 de gener del 2002. El diari francès L'Humanité, citant fonts libaneses, va dir que Hobeika havia afirmat estar en possessió de documents que desvinculaven les milícies cristianes de la massacre de Sabra i Xatila del 1982, i que implicaven directament a Sharon. El president libanès Émile Lahoud, sense citar a Israel, va fer implícitament responsable a Ariel Sharon de l'assassinat Segons fonts israelianes, la decisió d'eliminar a Hobeika va sortir de Damasc, ja que per Síria era un element molest. La més clara indicació en aquest sentit sera la investigació sobre el seu assassinat, bloquejada per la justícia libanesa sota control sirià. De totes maneres, des de la sortida del país de les tropes sirianes, la investigació tampoc ha avançat.
Uns dies després de la seva mort, la premsa libanesa va especular amb la possibilitat que Hobeika hagués gravat les seves confessions sobre allò succeït en la Matança de Sabra i Xatila i que les cintes poguessin ésser utilitzades en el judici contra Sharon, però aquestes gravacions encara no han aparegut.